# Bazzania bescherellei
Bazzania bescherellei là một loài rêu tản trong họ Lepidoziaceae. Loài này được (Stephani) Tixier miêu tả khoa học lần đầu tiên năm 1985.